# 良乡多宝佛塔
良乡多宝佛塔（另稱昊天塔或良乡塔）是北京市内的唯一一座楼阁式砖塔，位于房山区良乡地区。該塔樓高五層，始建于隋朝，于辽代重建，曾遭到八国联军毁坏。该塔平面呈八角形，塔内各层建有回廊，塔顶为八角须弥座式塔刹。该塔先后于1979年和2013年被列为北京市文物保护单位和全国重点文物保护单位。1999年，该塔连同所在的昊天公园一并被良乡地区办事处非法承包给私企，租期为70年。

## 历史
昊天塔始建于隋朝，与法相寺同時建造，曾於唐代翻修過一次。后来寺庙被毁，但塔保存了下来:293。现存塔为辽咸雍四年（1068年）重建:553。塔前原有一尊高3米有余的铁鑄接引佛，后来无存。塔建成后，在历代均多有修缮，1901年时，该塔曾遭八国联军破坏:111，其中塔身各面拱门中原有的佛像全部被捣毁:94。

## 傳說
昊天塔有一段相關“孟良盗骨”的传说，在传说中名將杨业因伤重被俘，绝食而亡后被藏骨于良乡塔内，孟良焦赞前来盗取杨业的骨骸，但因被发现而未能成功，孟良将火葫芦摔碎，大火把山岗的石头烧成了如今的红色。該传说後來被改編成同名的京剧曲目《孟良盗骨》。然而歷史上，楊業一家未曾於北京一帶活動，可以確定此傳說並絕非史實。

## 结构
塔为五级楼阁式仿木空心砖塔，高36米，平面呈八角形。塔基周长为48米，向上逐层缩小，有明显收分。塔基为八角须弥座式。有2层束腰，第一层束腰每边有四个壶门，里面浮雕狮子。每一层束腰都有四铺作斗拱，其中转角一朵，补间三朵。斗拱之下有4铺佛像，每铺各有1坐佛2立佛，每面转角处和中间各有1力士。塔座上承托塔身。塔身共有5层，每层高度不同，但形式相同，每面各阔一间，其正东、西、南、北四面开有拱门，拱门内原供有佛像，其余四面为仿木结构的方形假直棂窗，其中以底层最高且宽敞。柱头间砌出阑额和普柏枋，承托2朵补间铺作（六铺第二层以上为五铺作）和一朵转角辅作，都挑出二层的斗栱。每层塔身下都有平坐层，都伸出一跳斗栱。各层腰檐的椽子和瓦均有塌毁。塔内四面有佛龛佛像，但已遭严重破坏；各层均有回廊，回廊上有向外查看用的望孔，有楼梯顺回廊盘旋而上。塔刹为1座八角形墩台，上面雕出仰莲莲瓣，但上面的宝顶已不存在。:553:293:554

## 保护
1979年，良乡塔被公布为北京市重点文物保护单位:553，并被重新修缮:111。1997年，良乡地区办事处投资3000万元人民币建设昊天公园。建设工程包括对昊天塔重新修建了登塔台阶，对塔洞加上了栏杆，对塔壁进行了重新粉刷，在塔身加上了彩灯和地灯，对主塔加上护栏；开发情侣林、鸣钟亭、昊天炮台、望良亭、孟良墓、焦赞墓、盗骨洞等景观；修建游泳池、卡丁车场等娱乐设施；对公园绿化美化、修建围墙、停车场、旅游厕所等基础设施等。昊天公园于1997年10月对社会开放:554，但在开放之后随即被整体出租给了一家名为“北京电业土石方工程公司”的私企，租期为70年，根据合同约定，该私企每年需要向良乡地区办事处支付15万元人民币作为租金，其余设备的维修、保养、保护费由承租方自行支付，而根据2002年推行的《中华人民共和国文物保护法》，这种出租行为属于违法行为，但此后该事件并没有得到任何处理。2004年有记者前往昊天公园调查时发现，良乡塔已经开裂，周边的游乐设施也全部荒废。2013年，良乡多宝佛塔被列为全国重点文物保护单位。